# Jan Kielas

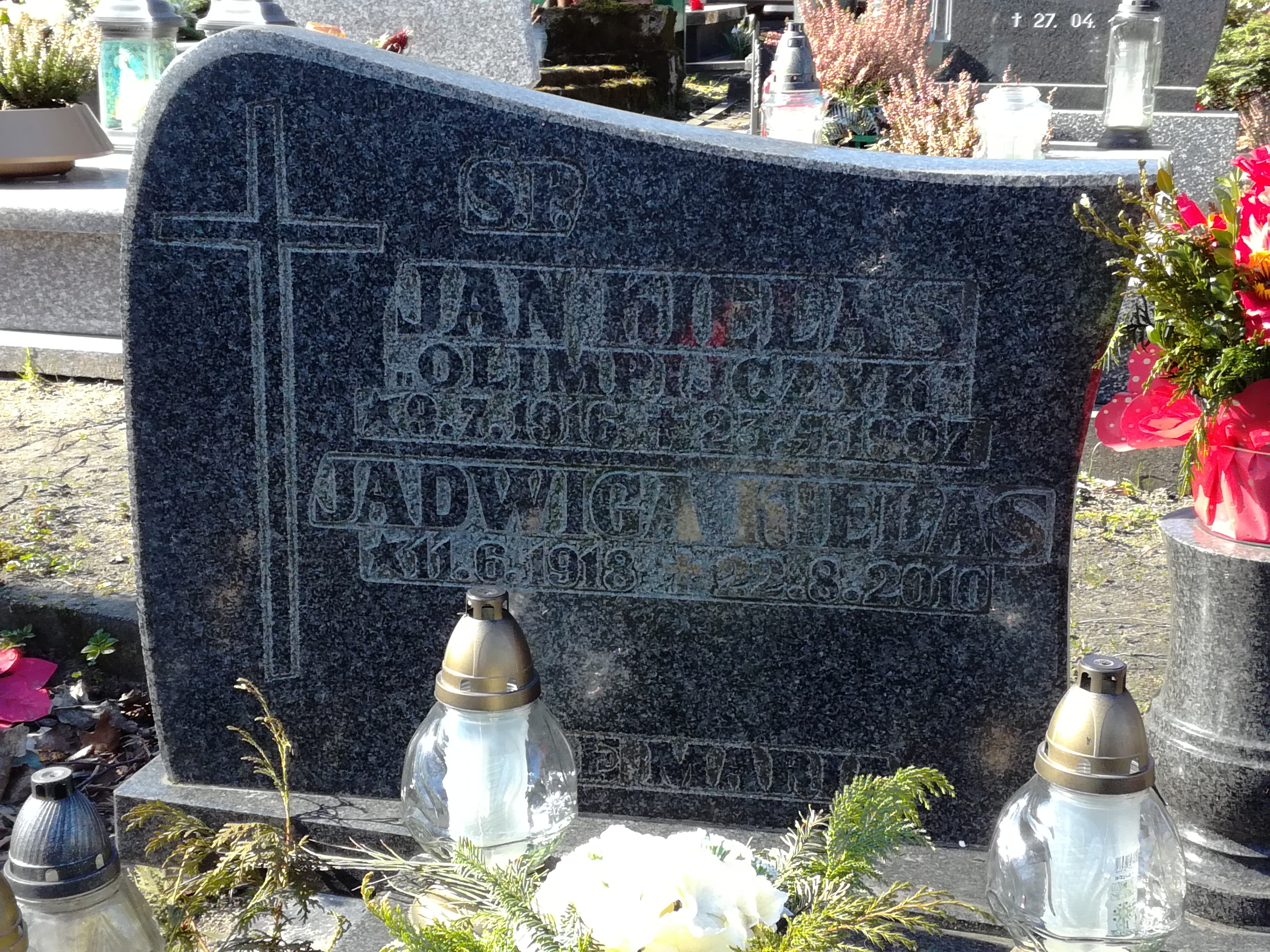
grób Jana Kielasa na Cmentarzu Garnizonowym w Gdańsku

Jan Kielas (ur. 9 lipca 1916 w Gdańsku Wrzeszczu, zm. 23 kwietnia 1997 w Gdańsku) – polski lekkoatleta, specjalista biegów długich.

## Życiorys
Rozpoczął karierę sportową przed II wojną światową, ale największe sukcesy odniósł po jej zakończeniu, mimo zaawansowanego (jak na biegacza) wieku. Startował w igrzyskach olimpijskich w Helsinkach (1952), gdzie odpadł w eliminacjach biegu na 3000 metrów z przeszkodami, pomimo pobicia rekordu Polski.
Dwanaście razy zdobywał mistrzostwo Polski:
- bieg na 5000 metrów – 1947, 1948 i 1949
- bieg na 10 000 metrów – 1947, 1948 i 1950
- bieg na 3000 metrów z przeszkodami – 1949 i 1950
- bieg przełajowy: 1948, 1949 i 1950
- sztafeta 4 × 1500 metrów – 1950

Był również halowym mistrzem Polski w biegu na 3000 metrów w 1948.
Pięć razy poprawiał nieoficjalny rekord Polski w biegu na 3000 metrów z przeszkodami (w latach 1949–1952), doprowadzając go do wyniku 9:15,4 (podczas igrzysk olimpijskich w Helsinkach).
Rekordy życiowe:
- bieg na 1500 metrów – 4:02,6
- bieg na 3000 metrów – 8:37,2
- bieg na 5000 metrów – 15:05,8
- bieg na 10 000 metrów – 32:03,8
- bieg na 3000 metrów z przeszkodami – 9:15,4
- bieg maratoński – 2:42:32,2

W czasie kampanii wrześniowej walczył w obronie Kępy Oksywskiej. Po zakończeniu kariery sportowej pracował jako kucharz na statkach rybackich.
Pochowany na Cmentarzu Garnizonowym w Gdańsku (kwatera 13, rząd 8, grób 5).